# Escuadra

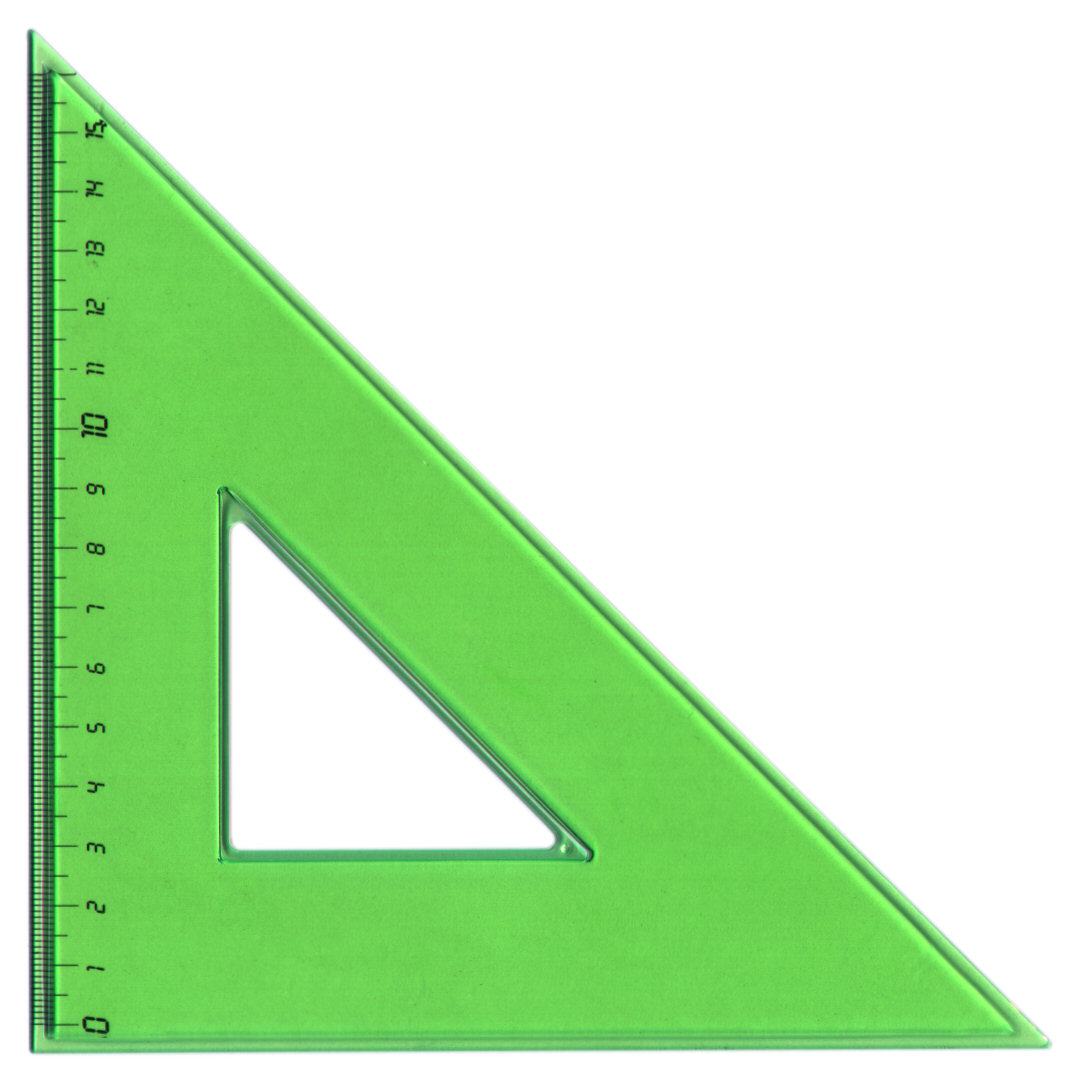
Escuadra graduada.

La escuadra es una plantilla con forma de triángulo isósceles que se utiliza en dibujo técnico. Puede ser de diferentes tamaños y colores o tener biseles en los cantos que permitan ser usadas con rapidógrafo. Posee un ángulo de 90° y dos de 45°. Suele emplearse, junto a un cartabón o una regla, para trazar líneas paralelas y perpendiculares. Puede estar hecha de diversos materiales, aunque los más comunes son: el plástico y la madera.

## Forma y dimensiones
La escuadra tiene forma de triángulo rectángulo isósceles. Es obvio que dos escuadras iguales, colocadas juntas por la hipotenusa, dan como resultado un cuadrado.
Los catetos de la escuadra son los lados del cuadrado, y la hipotenusa es la diagonal; las proporciones entre los catetos y la hipotenusa vienen determinadas por esta relación.
Si se establece que:
{\displaystyle a=b\;}
y por el teorema de Pitágoras:
{\displaystyle a^{2}+b^{2}=c^{2}\;}
se concluye que:
{\displaystyle \left.{\begin{array}{l}a=b\\a^{2}+b^{2}=c^{2}\end{array}}\right\}\;\longrightarrow \quad \left|{\begin{array}{l}b=a\\c={\sqrt {2}}\cdot a\end{array}}\right.}
Si se establece que:
{\displaystyle \left.{\begin{array}{l}A=B\\C=90^{\circ }\\A+B+C=180^{\circ }\end{array}}\right\}\;\longrightarrow \quad \left|{\begin{array}{l}A=45^{\circ }\\B=45^{\circ }\\C=90^{\circ }\end{array}}\right.}
Por lo tanto, los dos catetos son iguales y sus ángulos agudos miden 45°.

## Uso de la escuadra
Dada la forma de la escuadra, tiene un uso inmediato para el trazado de rectas perpendiculares e inclinadas a 45°. Estas inclinaciones se emplean en la perspectiva caballera. Para ello, se coloca una regla inclinada a 45° que sirve de referencia para apoyar la escuadra sobre el lado adecuado según la inclinación de la línea a trazar.
Las líneas de fuga de la perspectiva caballera se trazan perpendiculares a la regla. Si sobre los ejes se ponen las coordenadas de un punto, haciendo las paralelas correspondientes a los ejes, se sitúa en punto en el espacio, según la perspectiva caballera.
|  |  |  |
|  |  |  |

De la misma forma, se puede trazar la perspectiva militar con los ejes horizontales a 45°. Colocando una regla horizontal, se puede trazar el eje vertical y los dos del plano horizontal a 45°; situando las coordenadas en los ejes correspondientes, se tiene su trazado según la perspectiva militar.
|  |  |  |
|  |  |  |